# Volmolen (Leuven)

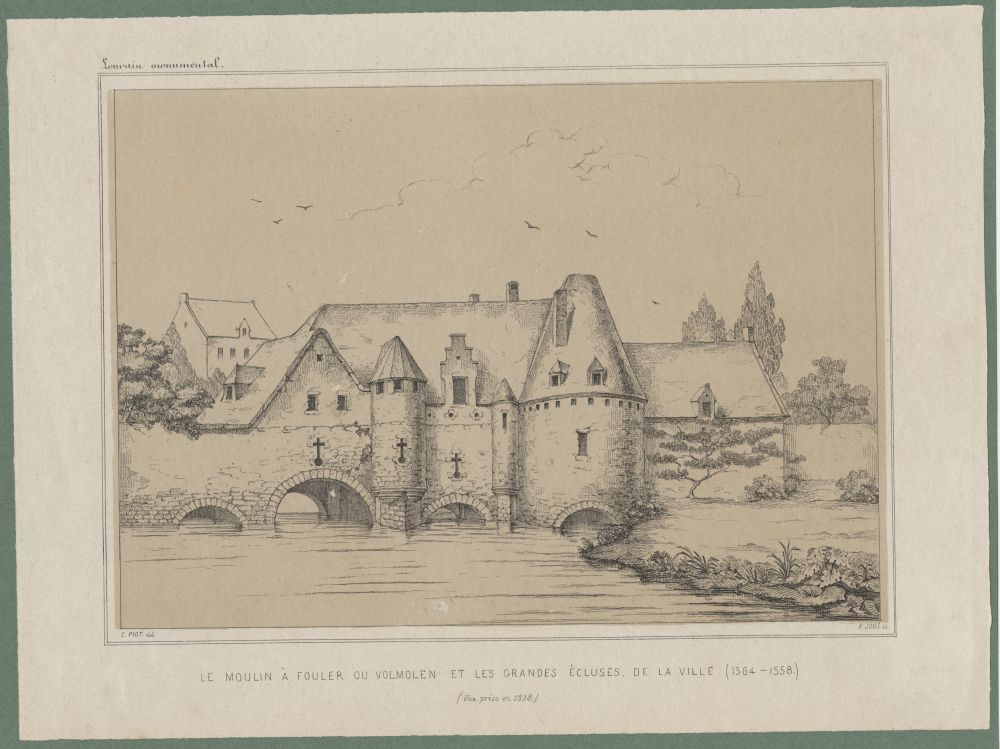
De Grote Spuije in 1860

De Volmolen te Leuven was een door water aangedreven voldersmolen, gelegen waar de rivier de Dijle de stad binnenstroomt. Hij werd gebouwd op het sluizencomplex 'de Grote Spui', een van de twee Leuvense waterpoorten in de veertiende-eeuwse stadsomwalling. Het is, op de Verloren Kosttoren na, het enig resterende bouwwerk van deze zeven kilometer lange omwalling.
Het sluizencomplex werd in 1365 opgericht. De grote sluis overbrugde de Dijle met vier arcades. In de tweehonderd jaar die volgden op de bouw had de waterpoort, naast de zorg voor de waterhuishouding, vooral een defensief karakter als onderdeel van de versterking. Het was pas in de zestiende eeuw dat er in de bogen van de sluizen een waterrad werd opgehangen dat zorgde voor de aandrijving van een watermolen. De molen werd in 1559 opgericht op de eerste arcade van de Grote Spui. Functie was het vollen van wol ten behoeve van de Leuvense textielnijverheid. In de zestiende eeuw deed de molen dienst enige tijd dienst als papiermolen. Daarna werd er tot 1813 weer vilt geproduceerd. Vanaf 1837 was het gebouw deel van een groot graanmolencomplex.
Zowel de Volmolenbrug als de Volmolenlaan werden naar de Volmolen vernoemd.

## Afbeeldingen

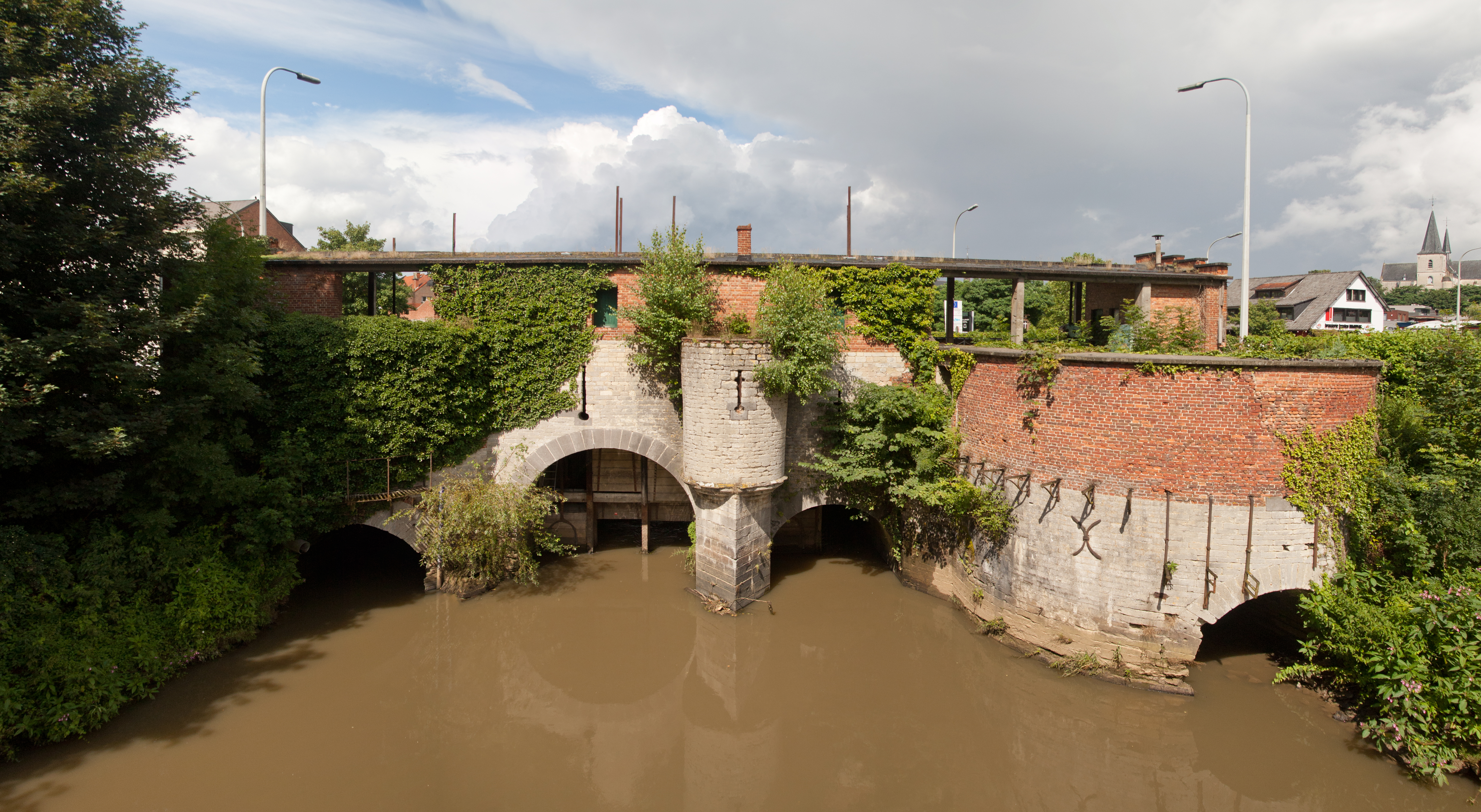
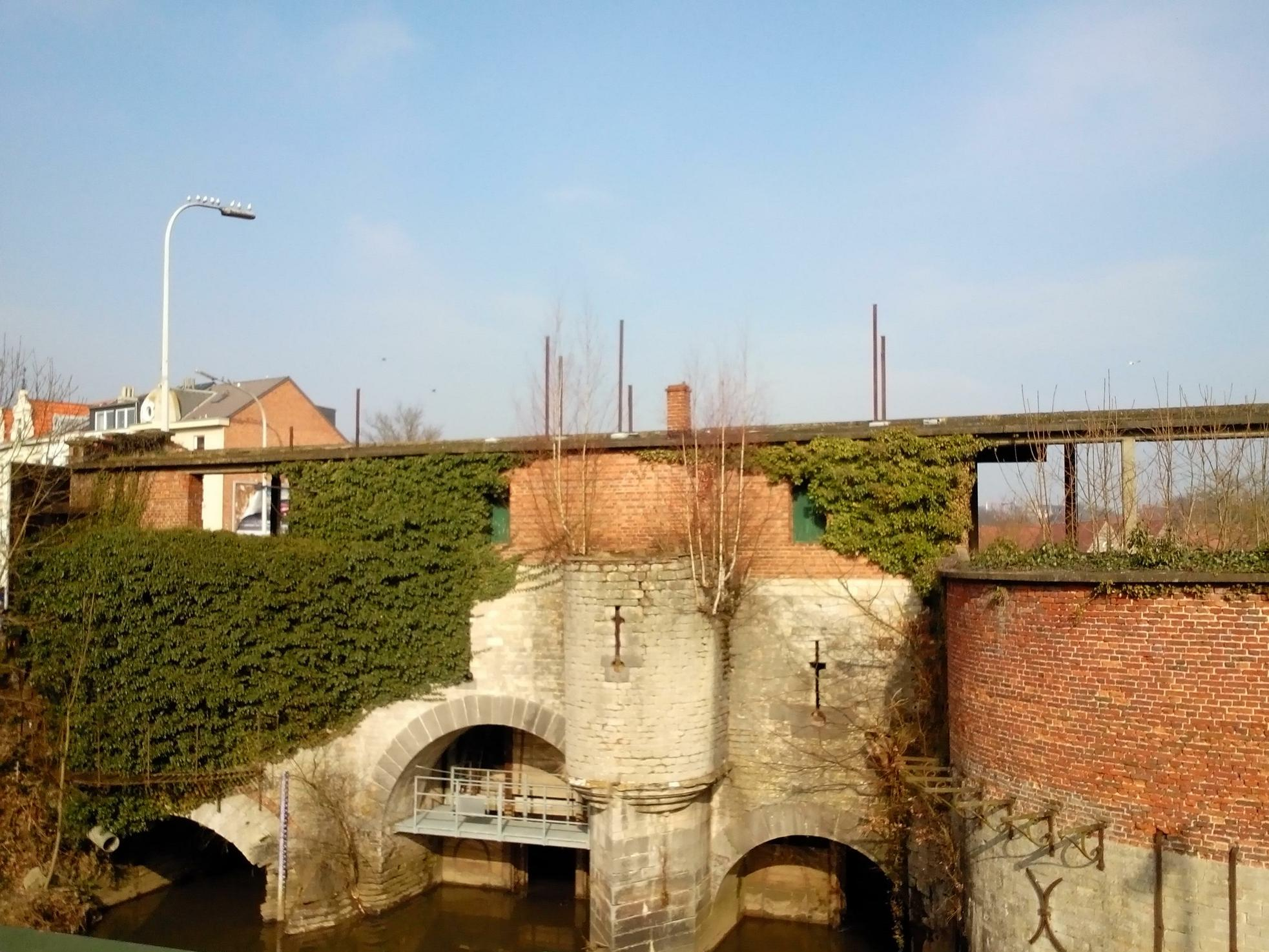
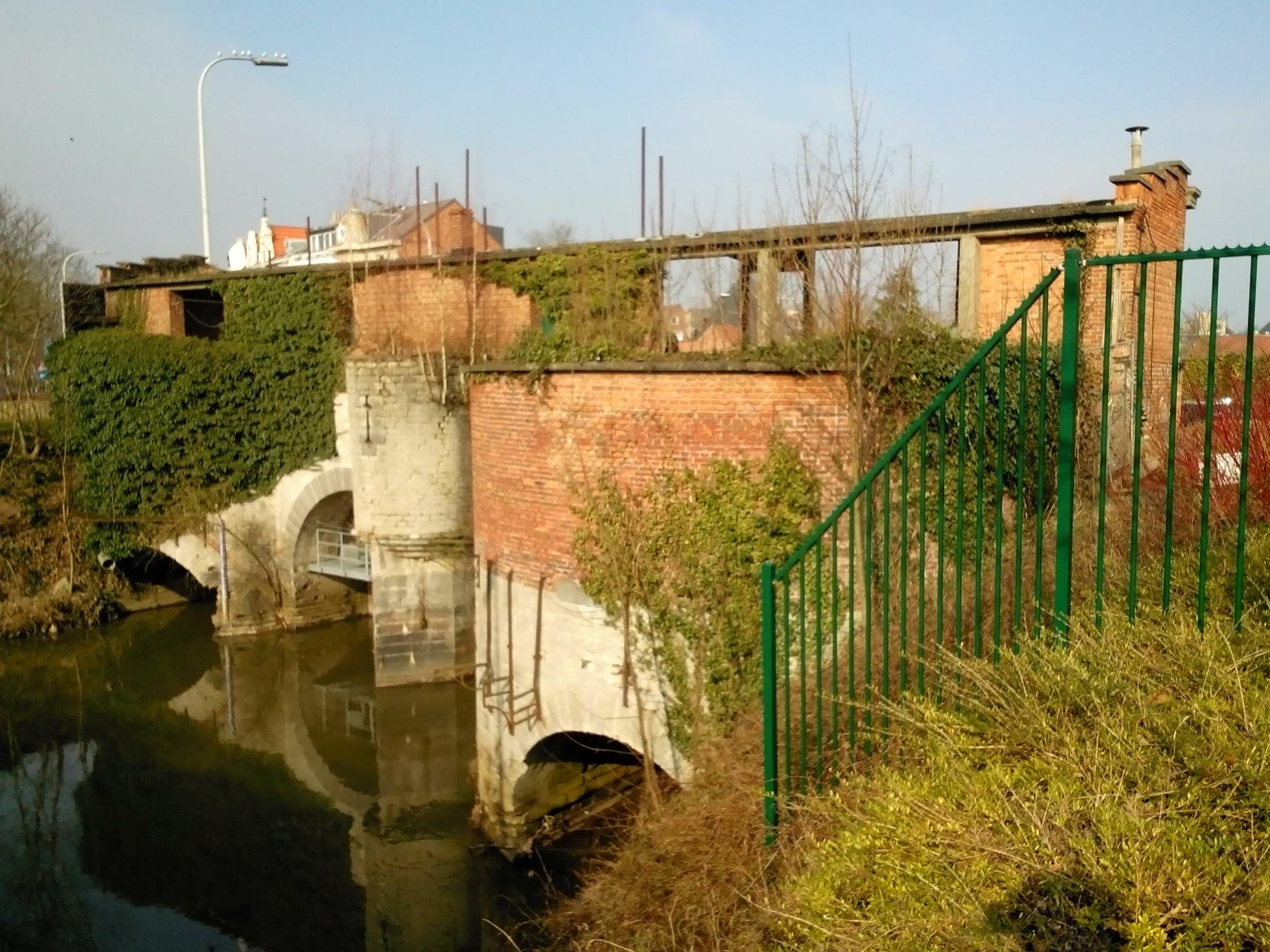

- Inventaris van het Bouwkundig Erfgoed (Vlaanderen): 200130